# Hans Schwarz (Medailleur)
Hans Schwarz (* 1492 in Augsburg; † um 1550) war ein deutscher Medailleur und Bildhauer.
Hans Schwarz lebte einen großen Teil seines Lebens in Augsburg. Er entstammte einer alten Augsburger Familie, sein Urgroßvater war der Bürgermeister Ulrich Schwarz. Er lernte in der Werkstatt des Bildhauers Stephan Schwarz. 1516 eröffnete er eine eigene Werkstatt. In seinen jungen Jahren war er mit dem Maler Hans Holbein d.Ä. befreundet, der ihn öfter porträtierte, was sicher Einfluss auf seine Arbeit hatte.
Im Jahre 1518 trafen sich alle wichtigen politischen Persönlichkeiten in Augsburg zum Reichstag. Das nutzte Hans Schwarz. Er schuf in diesem Jahr 25 Medaillen von Persönlichkeiten, die nach Augsburg gekommen waren. Er porträtierte neben den Fürsten u. a. Jakob Fugger, Jakob Welser, den Humanisten Konrad Peutinger und den Maler Hans Burgkmair. Aus dem Repräsentationsbedürfnis der Fürsten, aber auch reicher Bürgerlicher, entstand das Wollen nach Schaumünzen und Medaillen.
Von 1519 bis 1520 arbeitete er in Nürnberg. Dort wurde er der Stadt verwiesen, weil er Streit mit dem kaiserlichen Stadtschultheißen bekam. Nach Aufenthalten in Worms und Heidelberg lebte er zeitweilig wieder in Nürnberg, danach aber viel im Ausland, in Polen, am dänischen Hof und in Paris. Nach dem Pariser Aufenthalt 1532, wo er eine Medaille des Hofmalers Jean Clouet anfertigte, sind seine Lebensdaten und Lebensorte unbekannt. Man rechnet mit einem Tod um 1550.
Er schuf, wie die anderen deutschen „Konterfetter“ dieser Zeit, seine Medaillen nach einem Holzmodell, während die Italiener ihre Gussmodelle zumeist in Wachs herstellten.
Die Medaillen von Schwarz zeigen eine starke Realitätsnähe. Sein Lebenswerk umfasst 175 Medaillen. Schwarz gilt als einer der wichtigsten deutschen Renaissance-Medailleure neben Friedrich Hagenauer, Christoph Weiditz, Matthes Gebel und Hans Daucher.

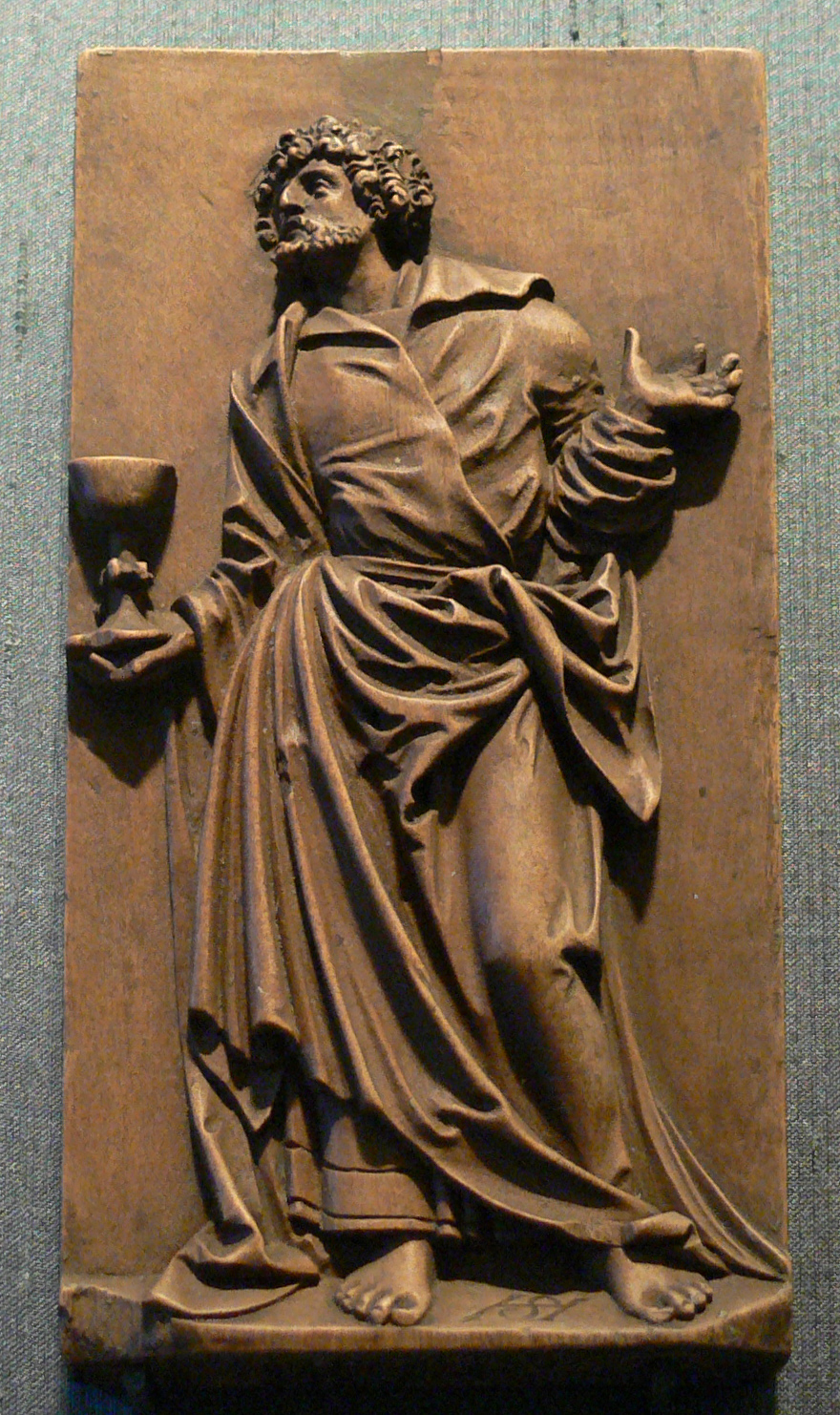
Heiliger Johannes; Augsburg um 1520, Goldschmiedemodell aus Lindenholz Bayerisches Nationalmuseum, München
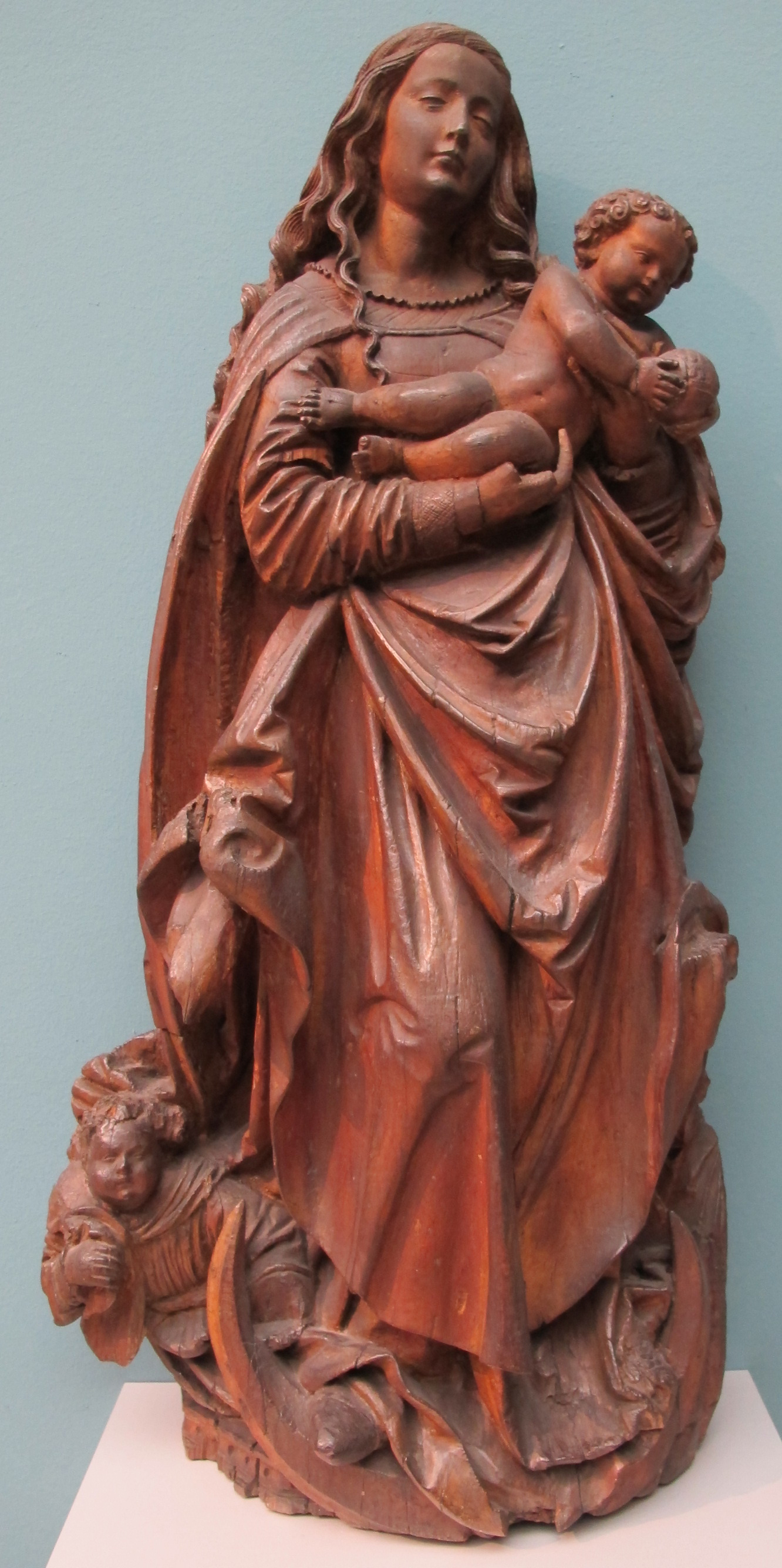
Madonne mit Kind, ca. 1520
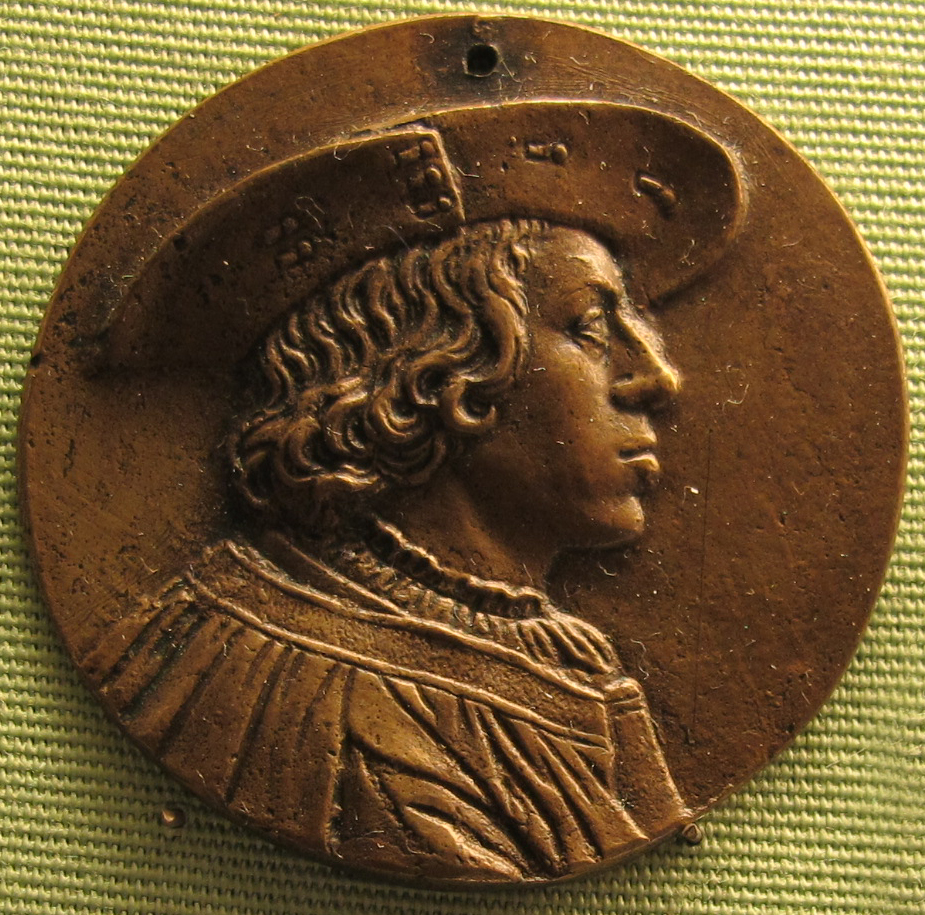
Medaille di ignoto, ca. 1520
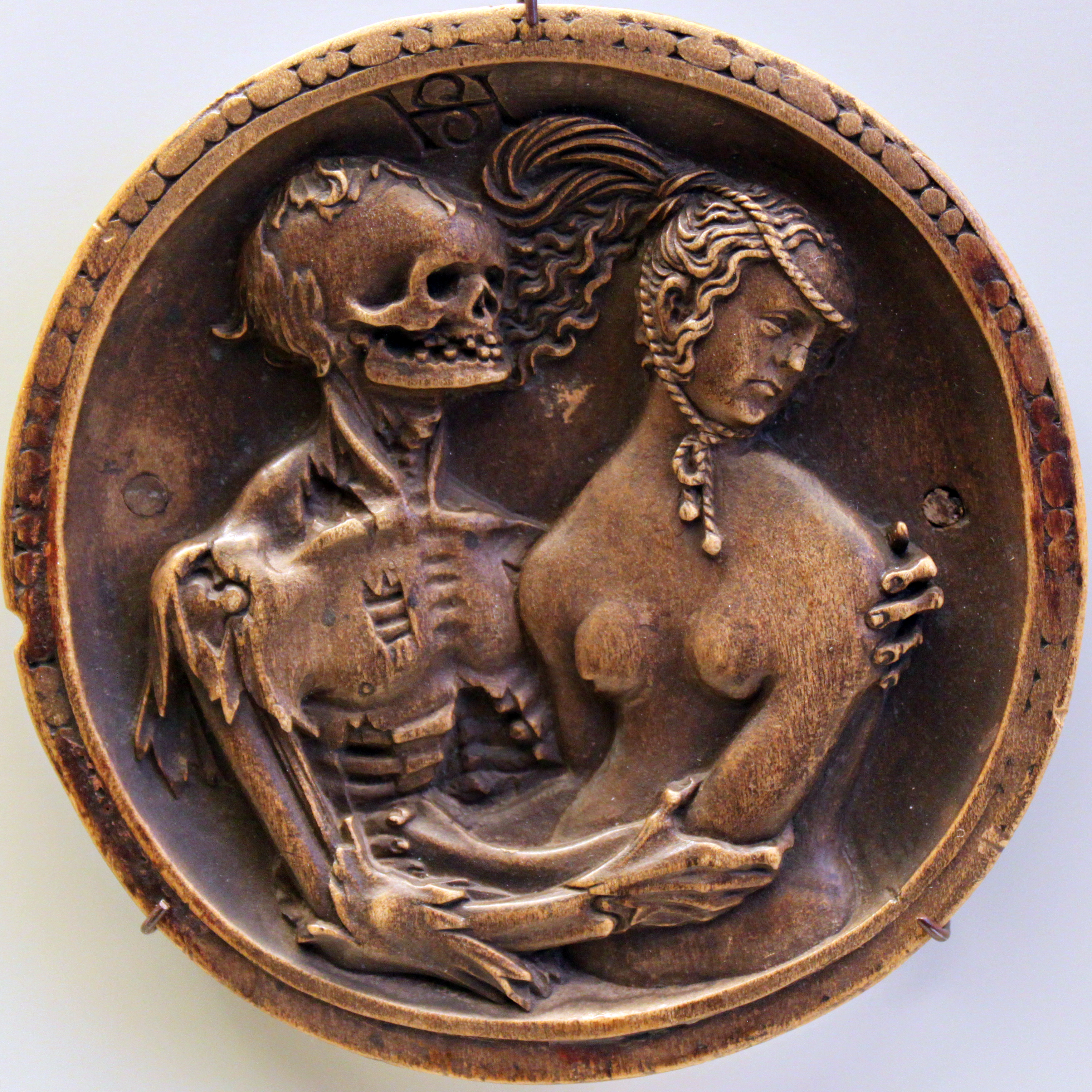
Der Tod und das Mädchen. Augsburg, um 1520. Buchsbaumholz.  Skulpturensammlung, Berlin
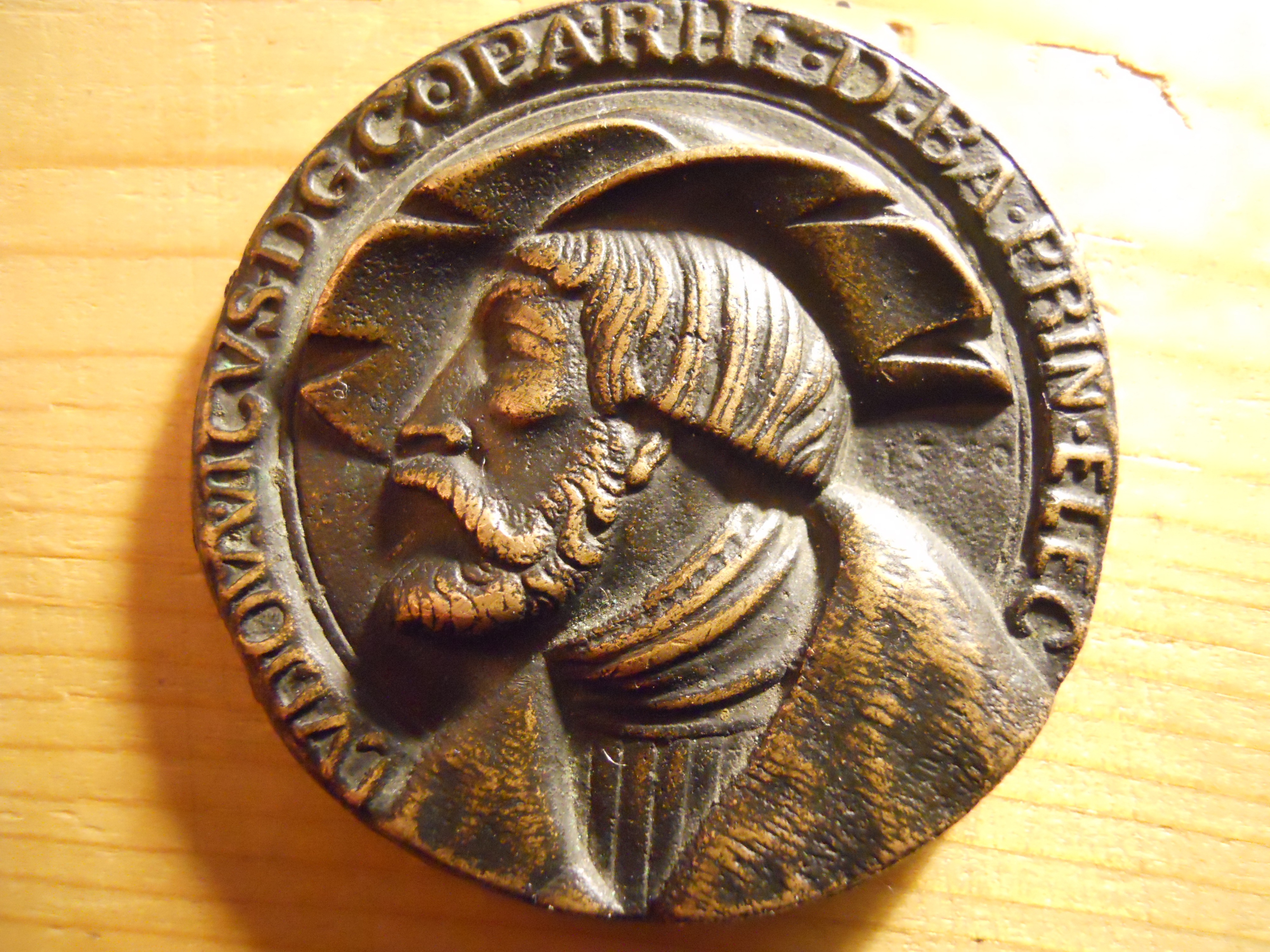
Ludwig von der Pfalz
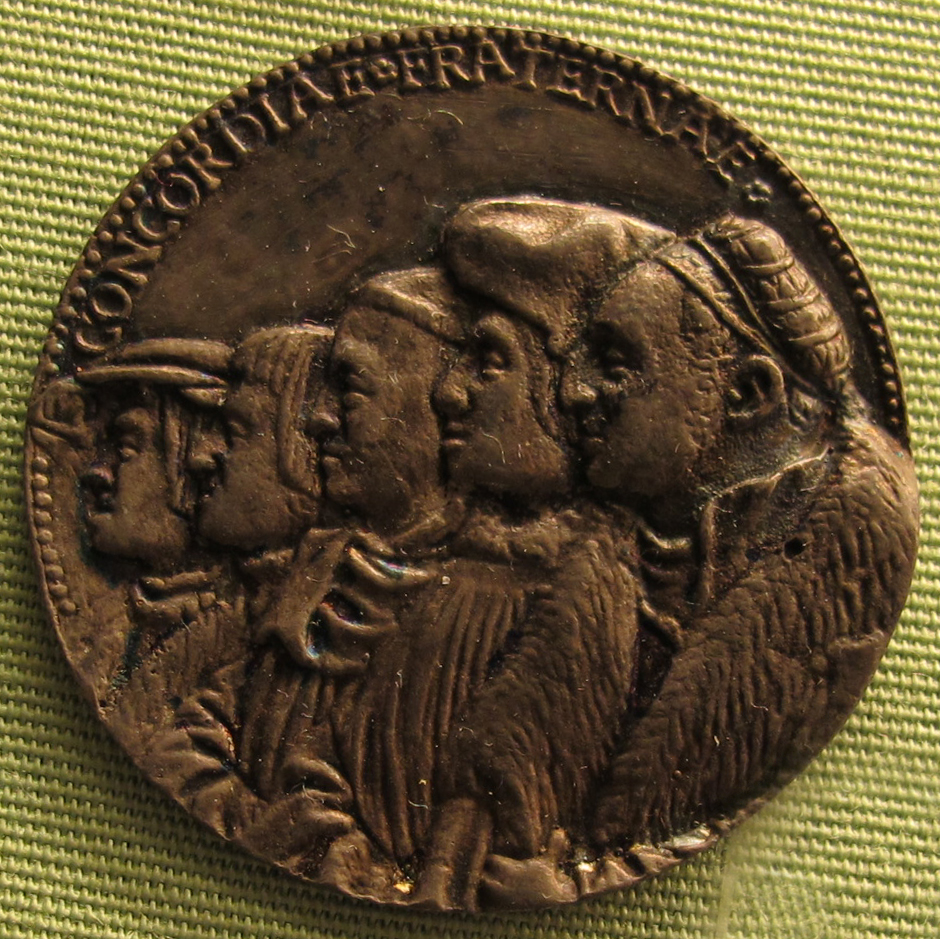
Fünf Brüder Pfinzing 1519
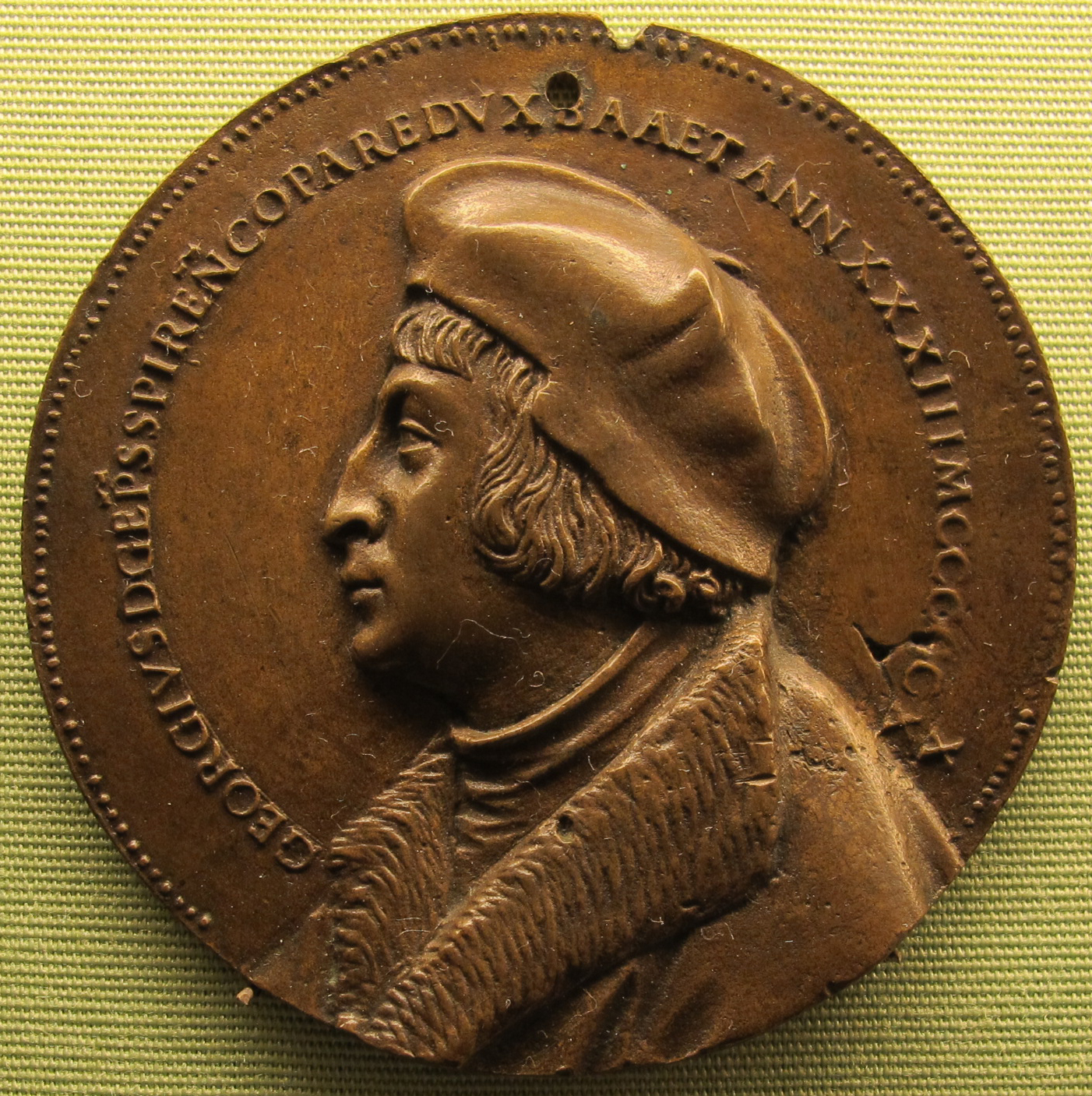
conte palatino georg ca. 1520
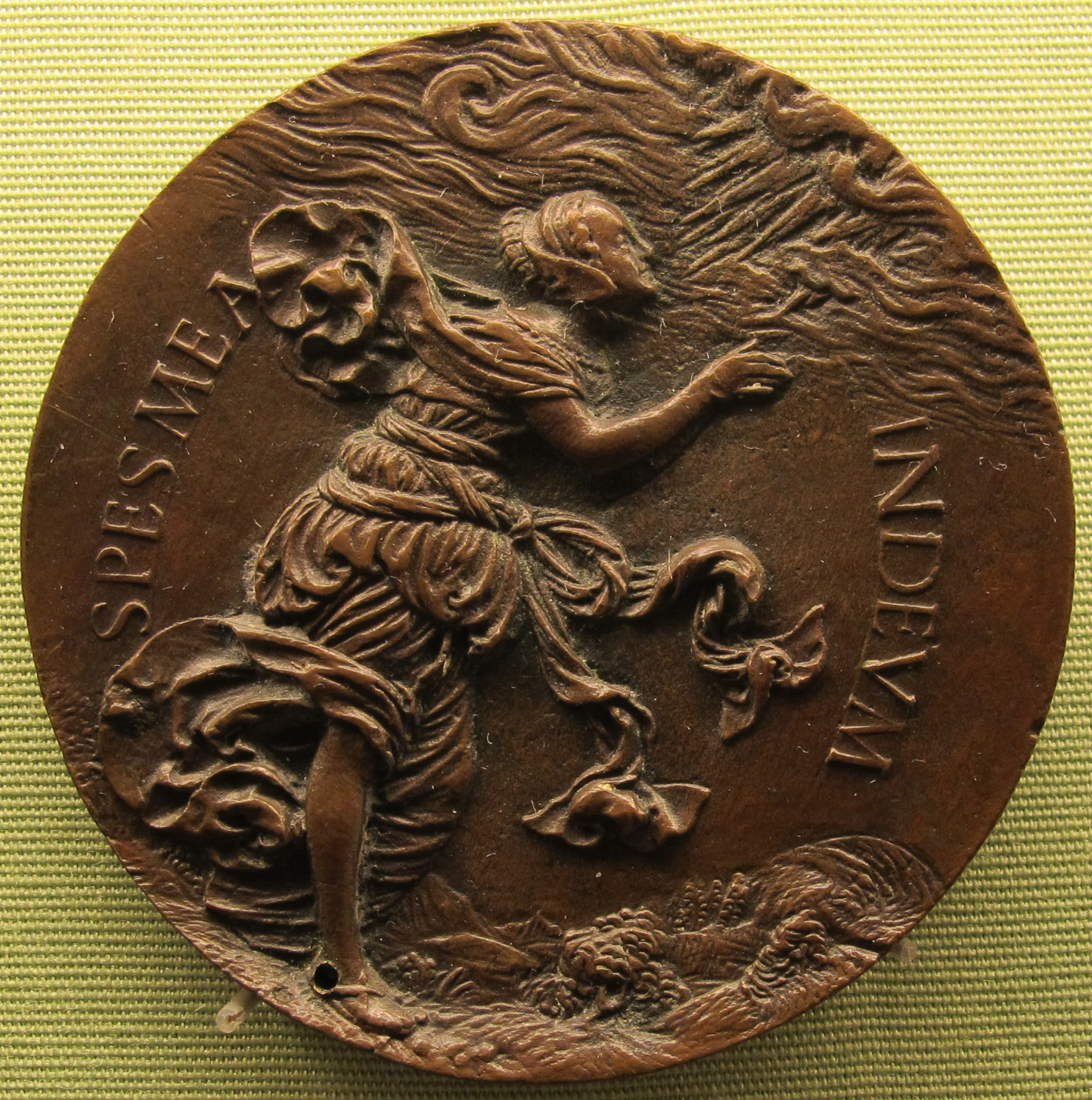
conte palatino georg ca. 1520 - Rückseit
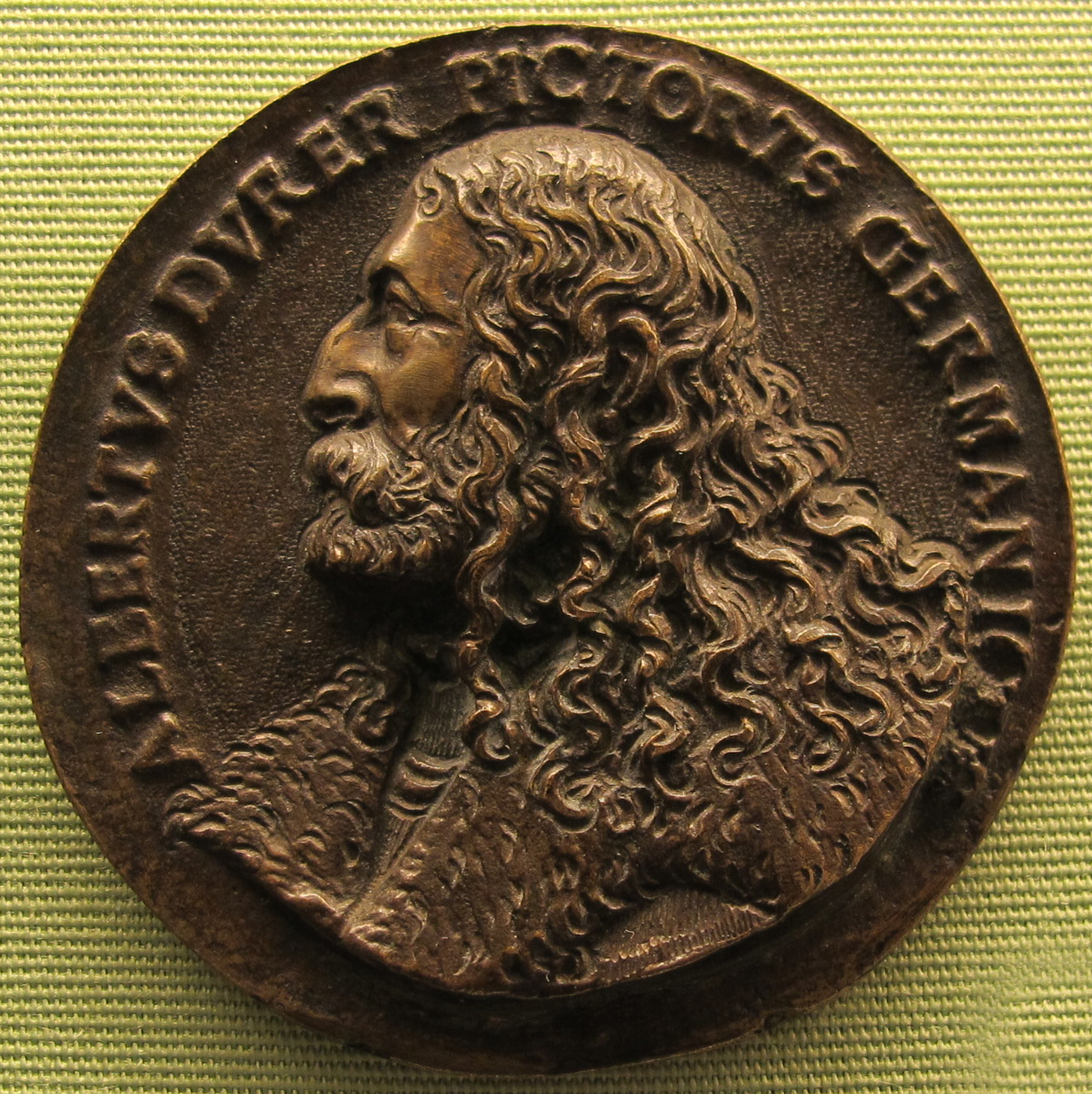
Albrecht Dürer 1520
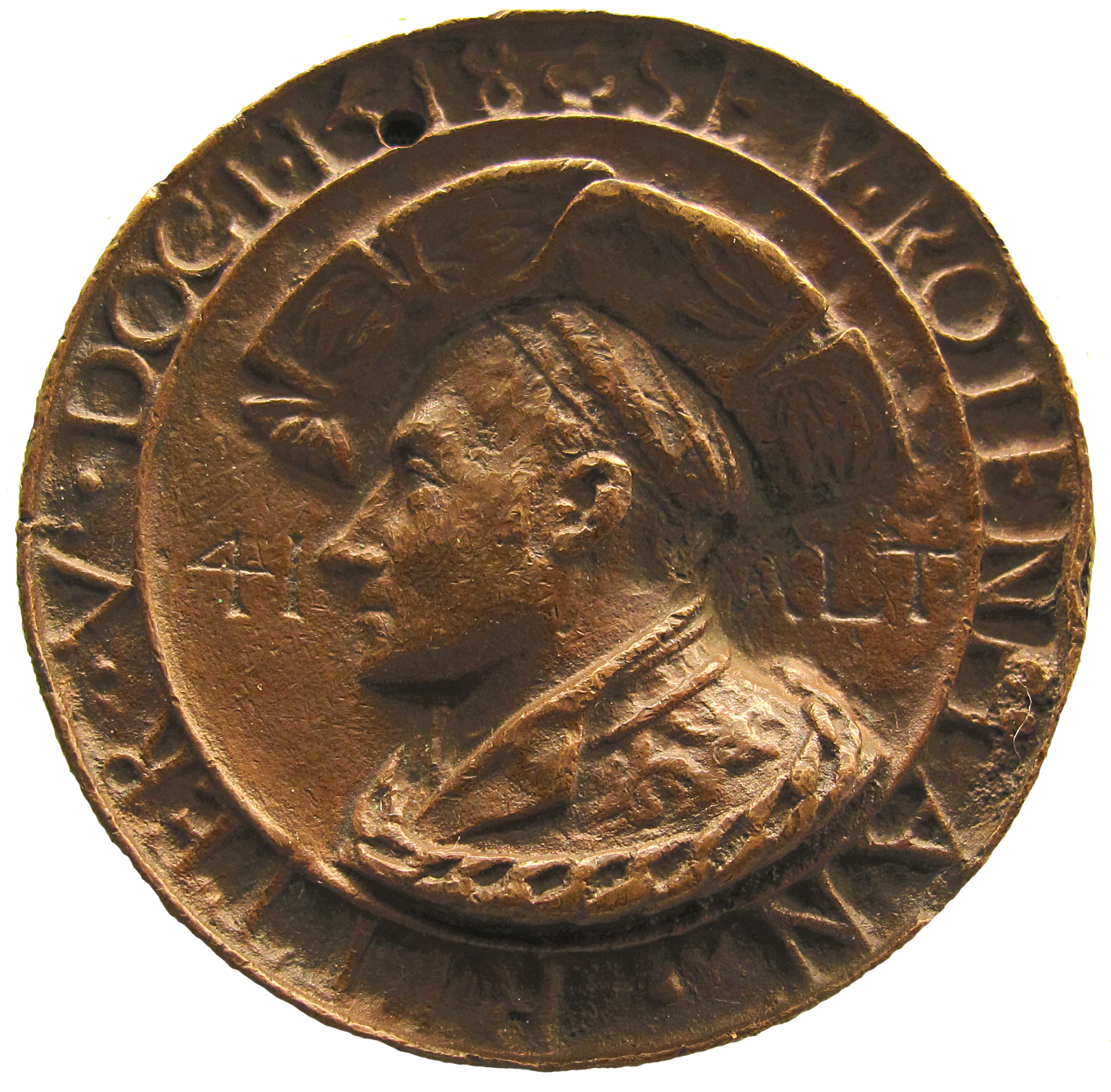
Sebastian von Rotenhan
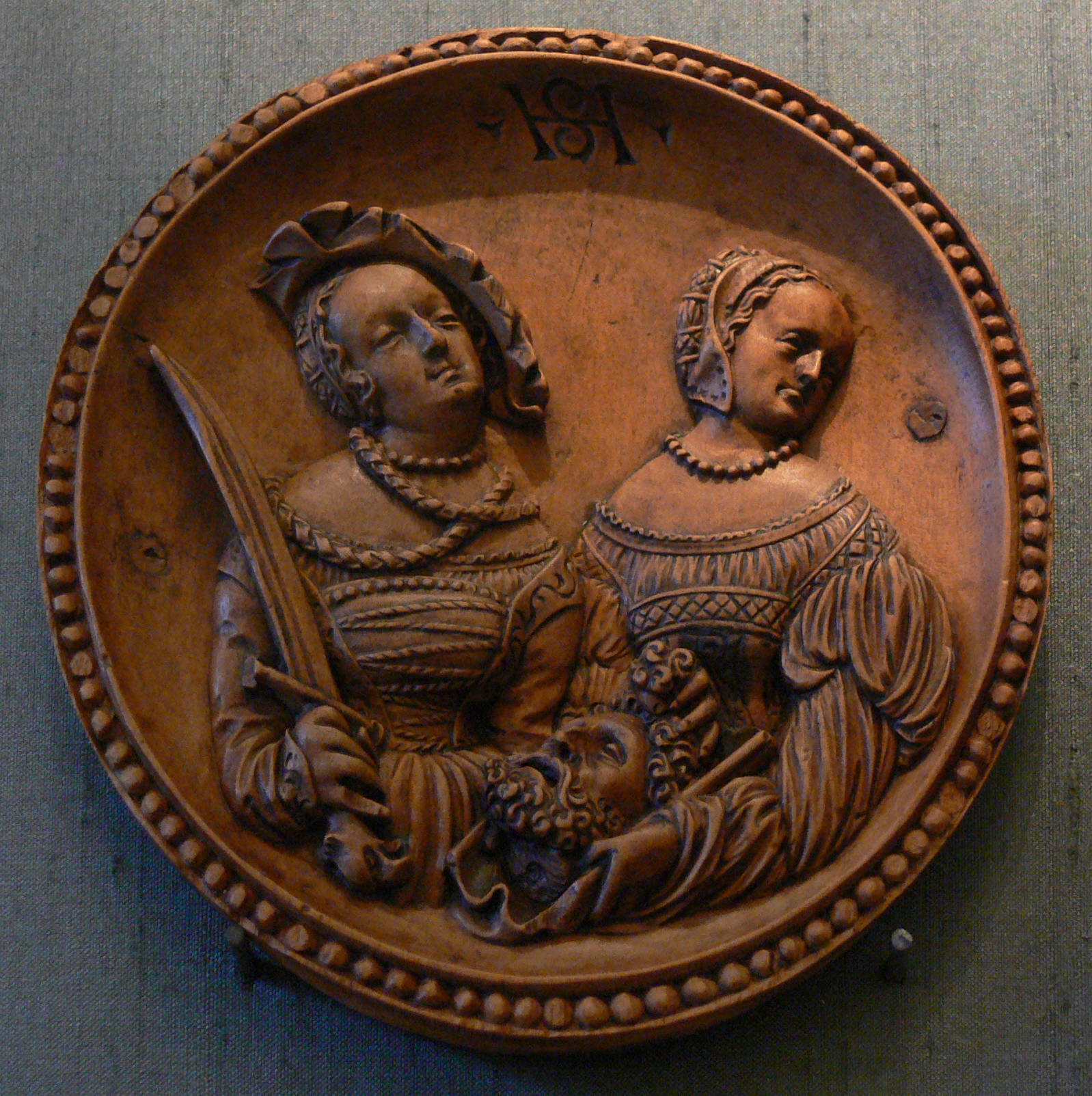
Judith mit Magd und Haupt des Holofernes, Nussbaumholz; Augsburg um 1520, Bayerisches Nationalmuseum, München
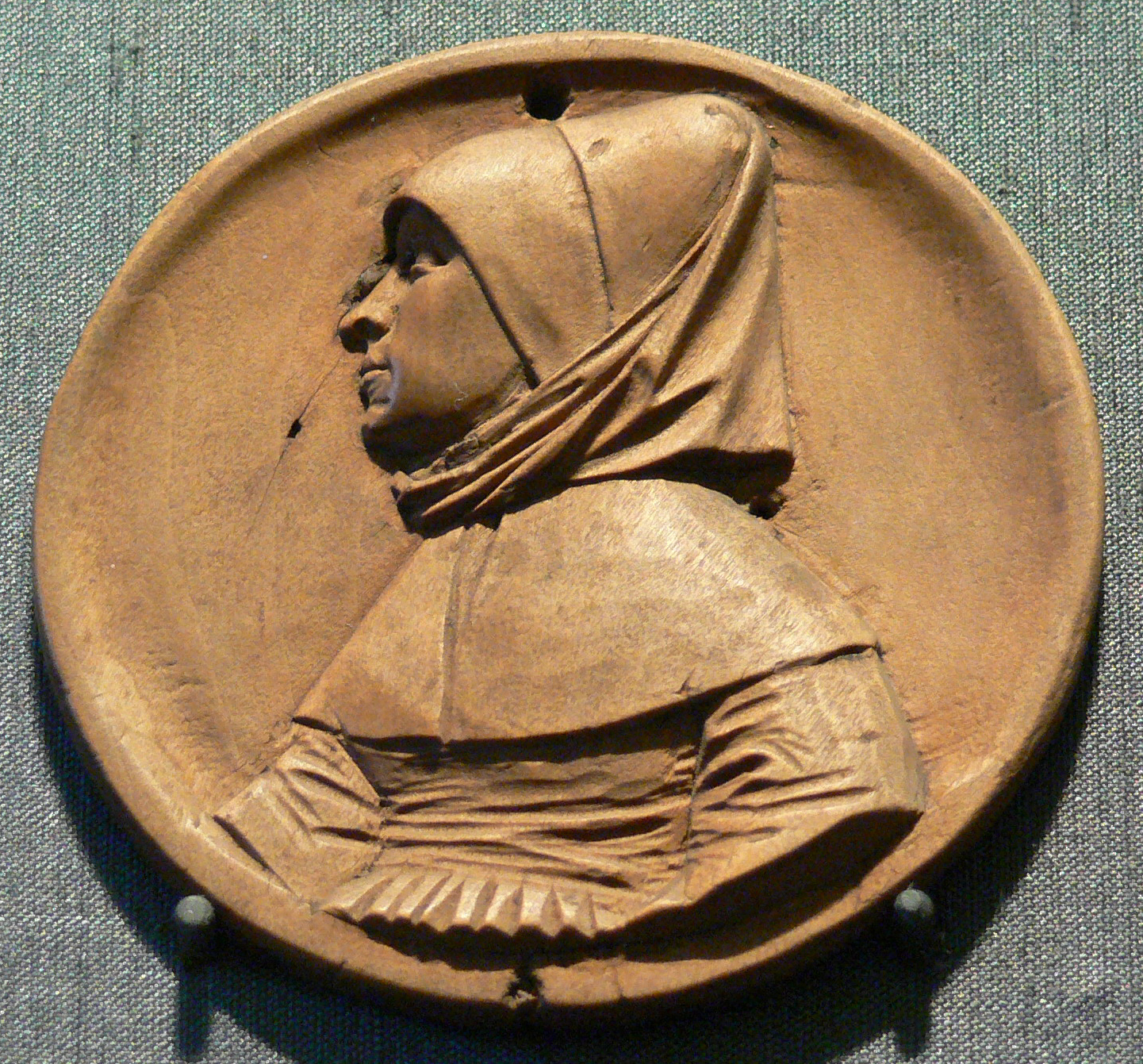
Bildnis einer Frau, Augsburg um 1520, Bayerisches Nationalmuseum
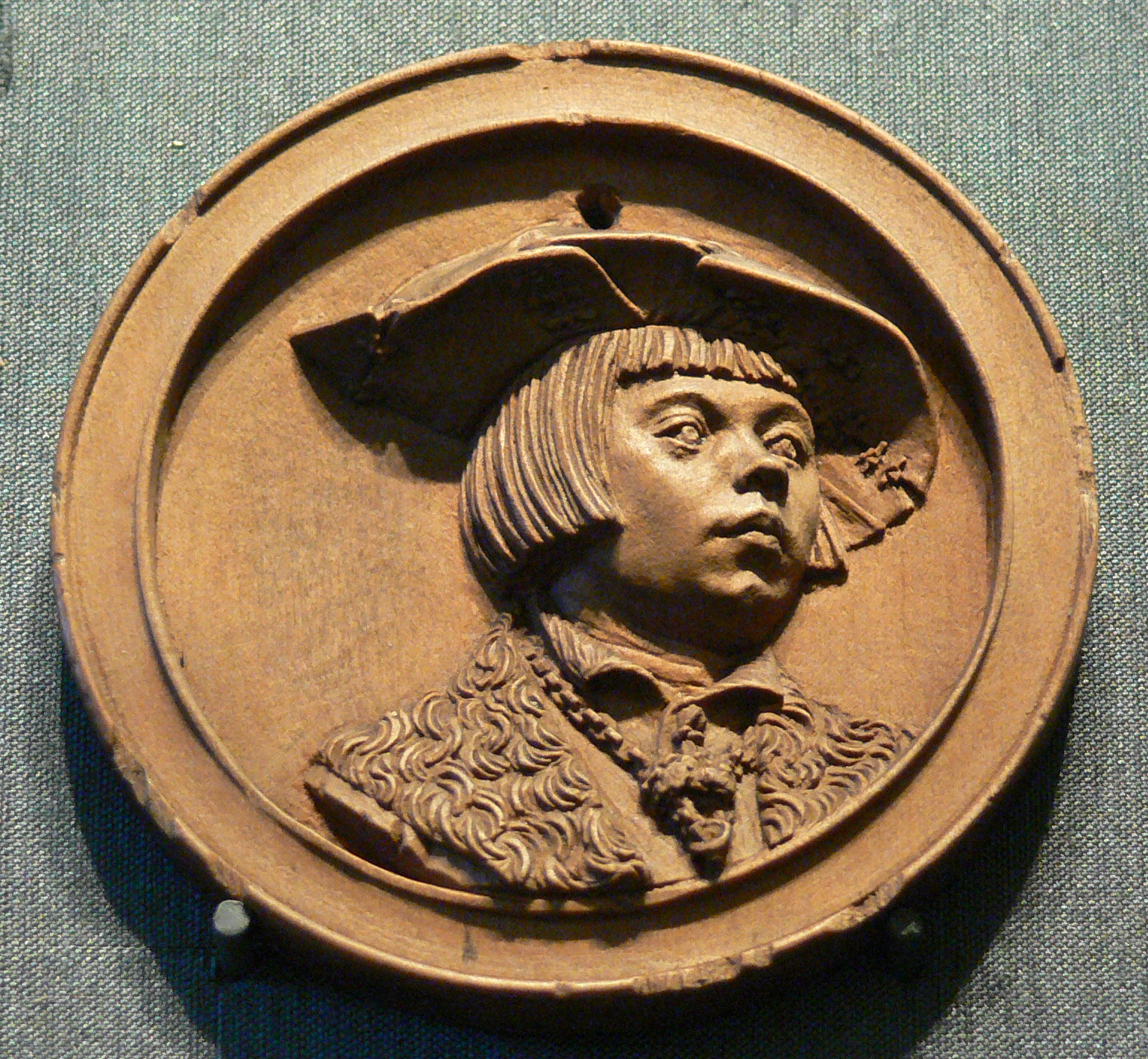
Bildnis eines Unbekannten; Nürnberg um 1525–1530 Medaillenmodell aus Lindenholz, Bayerisches Nationalmuseum, München
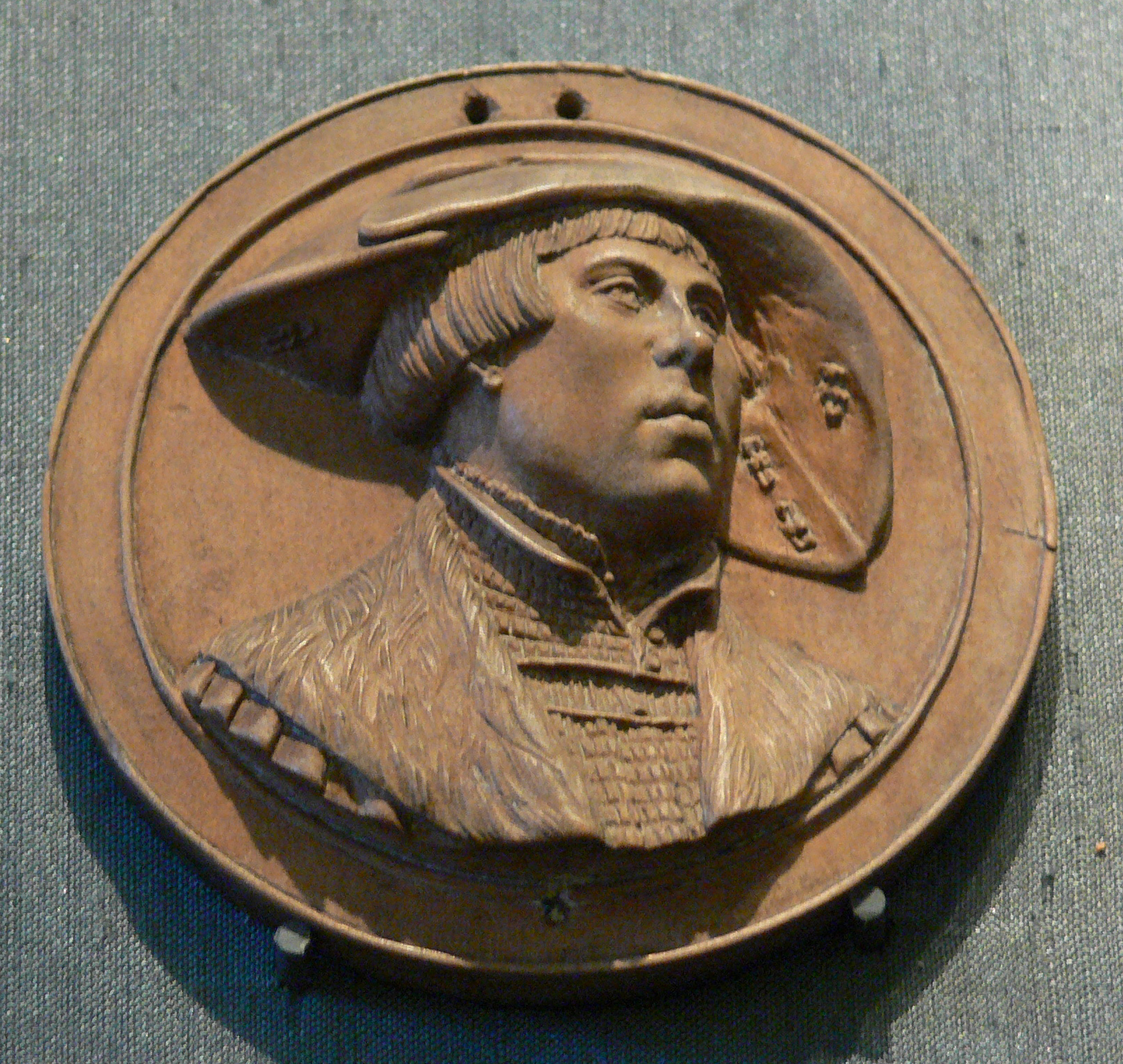
Herr von Born; Nürnberg um 1525–1530, Medaillenmodell aus Birnbaumholz, Bayerisches Nationalmuseum, München
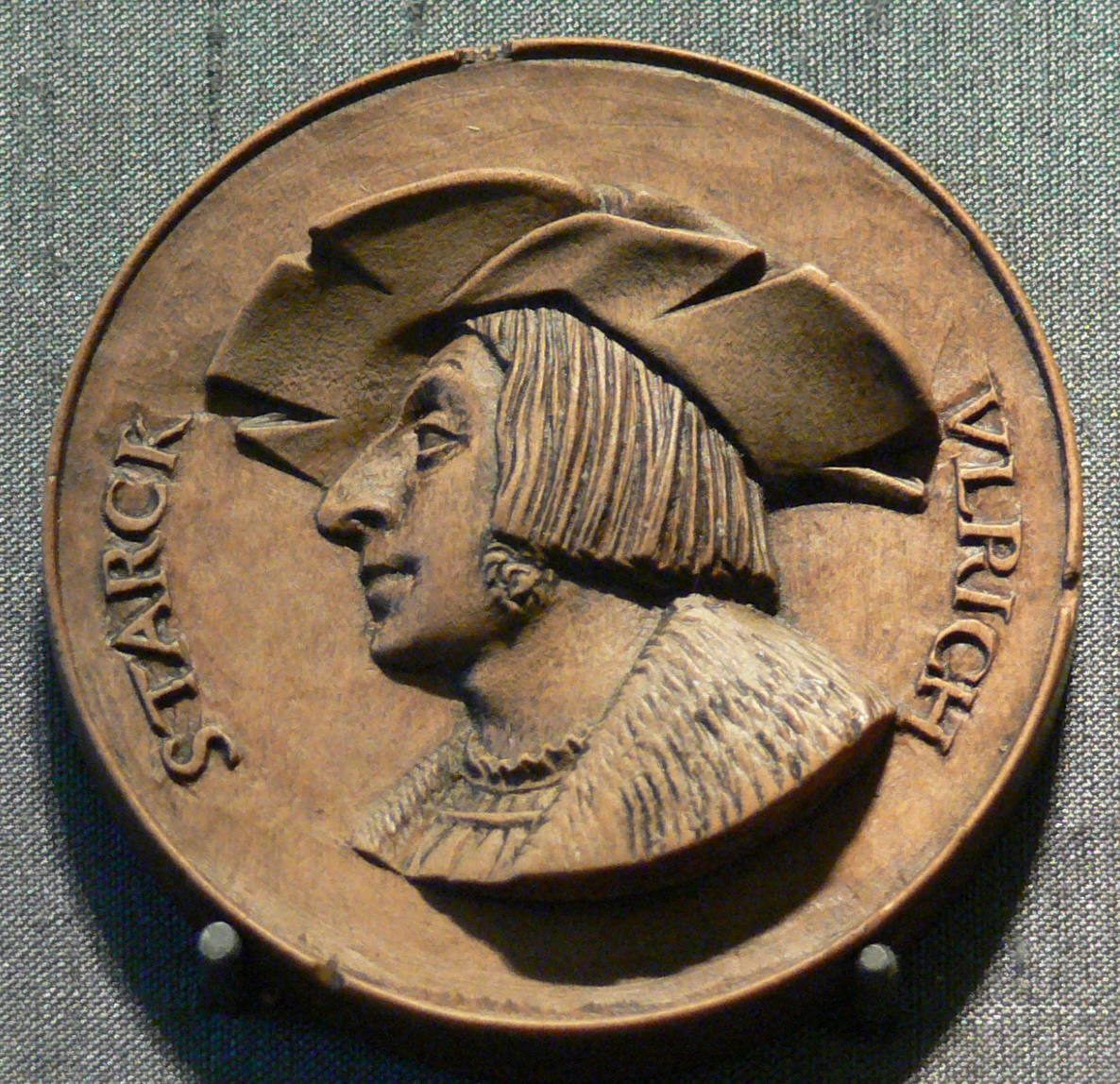
Ulrich Starck, Augsburg um 1519, Medaillenmodell aus Birnbaumholz, Bayerisches Nationalmuseum, München
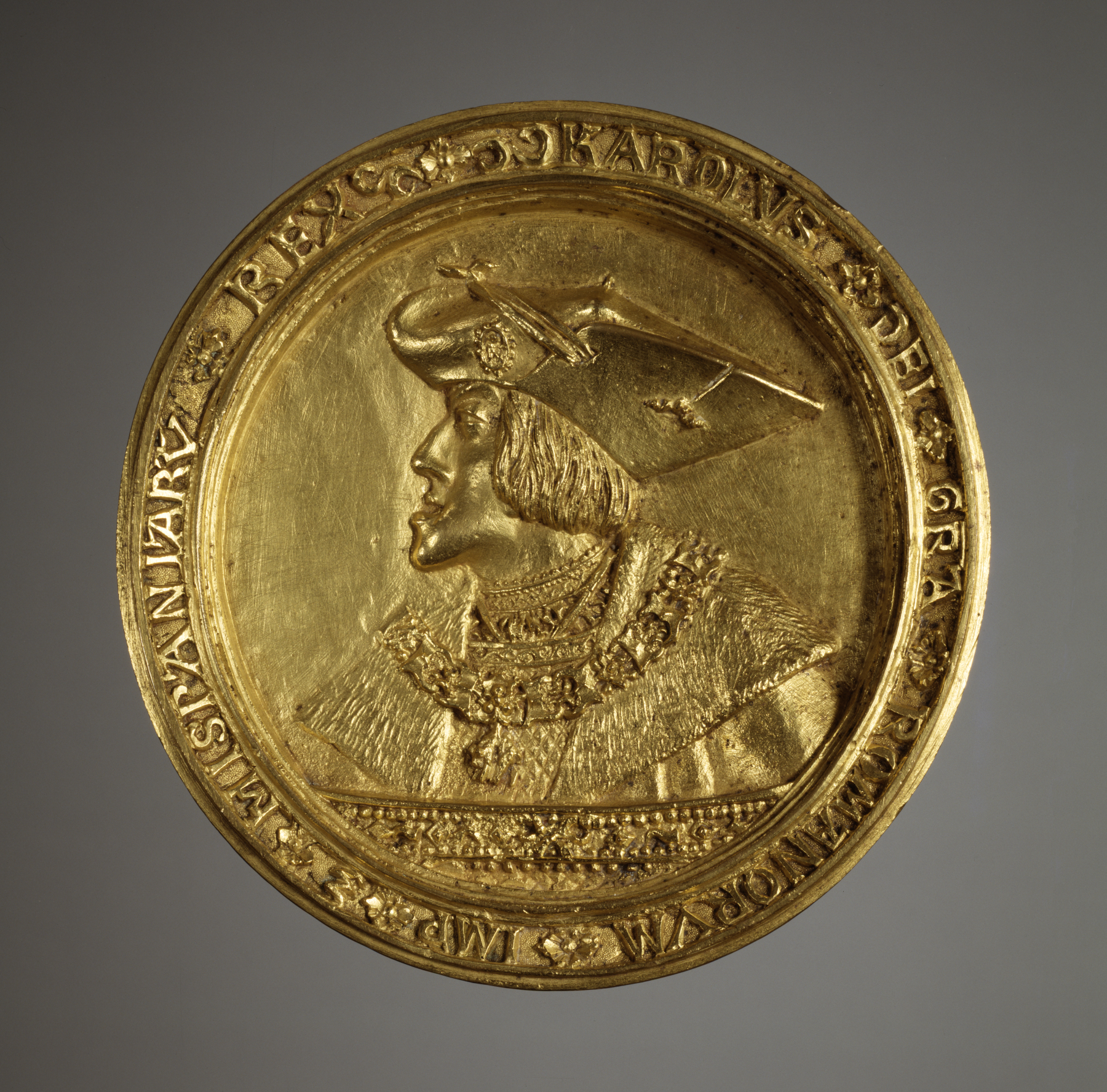
Medaillon mit dem Portrait Kaisers Karl V, Bronze vergoldet, Walters Art Museum Baltimore
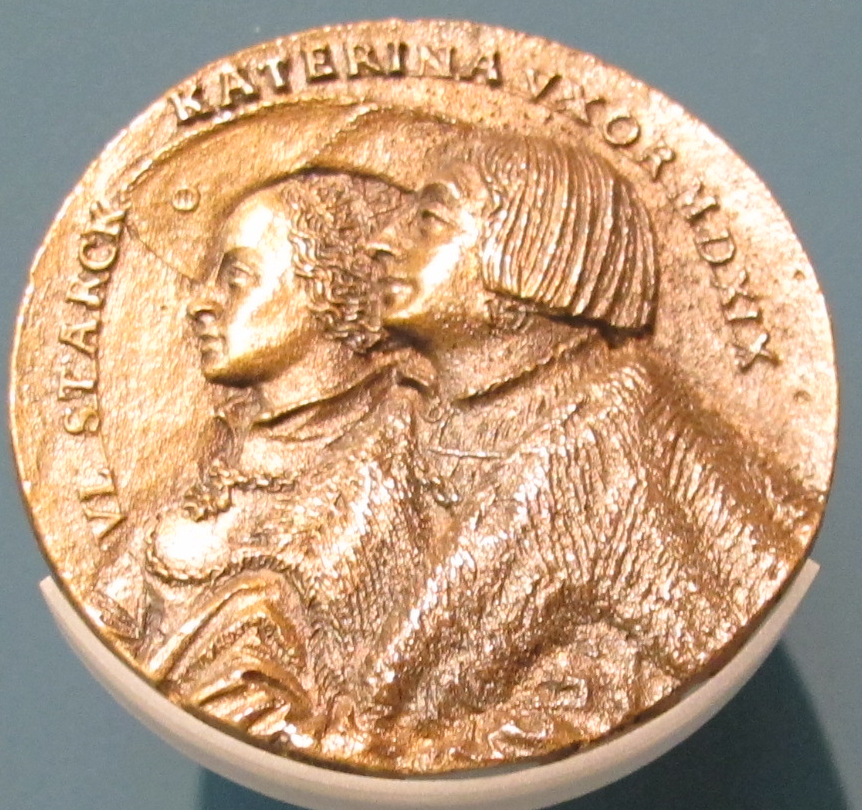
Ulrich und Katharina Starck,  1509
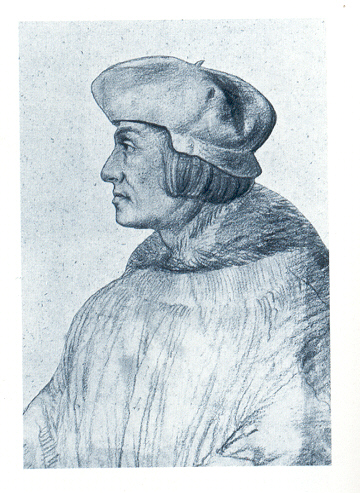
Melchior Pfintzing (1481–1535) Kohlezeichnung, o. J.
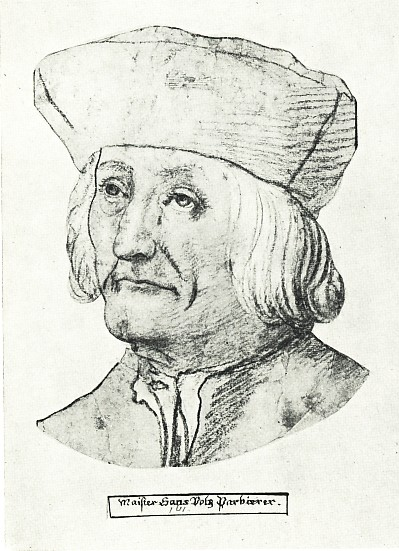
Meistersänger Hans Folz Zeichnung ca. 1520